# Pilsach
Pilsach là một xã ở huyện Neumarkt trong bang Bavaria thuộc Đức. Đô thị này có diện tích 47,72 km2, dân số cuối năm 2006 là 2651 người.